# Jean-Georges Reber
Pour les articles homonymes, voir Reber.
Jean-Georges Reber (né en 1731 à Mulhouse et décédé en 1816 à Sainte-Marie-aux-Mines) fut un industriel français.
Il fonda à Sainte-Marie-aux-Mines une manufacture spécialisé dans la filature et le tissage du coton ainsi que la teinture des étoffes, et qui devint bientôt un des plus importants de l'Europe, ce qui lui valut le surnom d'Oberkampf des Vosges.

## Biographie
Jean-Georges Reber naquit à Mulhouse, le 5 janvier 1731. Ayant fait son apprentissage à Bâle, il essaya en 1754 d’installer dans sa ville natale une rubannerie mécanique. Mais cédant à la corporation des passementiers de la ville, le grand Conseil de Mulhouse interdit à Reber la fabrication mécanisée des rubans. 
Reber vint s'installer à Sainte-Marie-aux-Mines vers 1755. Il fit filer dans des localités vosgiennes (Orbey, Munster, Saint-Amarin, Ban-de-la-Roche). Son entreprise obtint le monopole de la fabrication des toiles de coton pur ou de fil de coton. Il fonda par la suite une manufacture sous la raison sociale Reber et Cie qui fabriquait de la bonneterie (bas de fil et de coton). Il ouvrit également une teinturerie. Vers 1774 l’entreprise occupait près de 250 métiers à tisser. Il y associa son gendre Jean Blech. Jean Georges Reber prit sa retraite en 1796, laissant la manufacture aux mains de son fils Jean Georges et de ses gendres Jean Blech et Daniel Risler. 
Conseiller municipal de Sainte-Marie-aux-Mines, il fut maire de 1795 à 1800. En 1801, il fit partie d’une délégation d’industriels alsaciens qui se rendit à Paris pour féliciter le premier consul et le remercier d’avoir établi l’ordre en France. Il fit aussi partie de la délégation de 40 membres qui présenta à Bonaparte une adresse lui exprimant les vœux pour sa prochaine élévation à la dignité impériale.
En 1818, la manufacture s'agrandit avec la construction de nouveaux ateliers et prend le nom de Blech Frères. Après avoir été une des plus importantes entreprises textiles de la fin du 19e siècle, l'usine subit la chute du textile commencée après la deuxième guerre mondiale et ferma ses portes vers 1980.

## Source
Marie-Nicolas Bouillet  et Alexis Chassang (dir.), « Jean-Georges Reber » dans Dictionnaire universel d’histoire et de géographie, 1878 (lire sur Wikisource)